# Tom Chessell
Pour les articles homonymes, voir Chessell.
Tom Chessell, né le 1er avril 1914 à Ashfield et mort le 9 mai 1992, est un rameur d'aviron australien. 

## Carrière
Tom Chessell a participé aux Jeux olympiques de 1952 à Helsinki. Il a remporté la médaille de bronze  avec le huit australien composé de Ernest Chapman, Nimrod Greenwood, Mervyn Finlay, Edward Pain, Phil Cayser, Bob Tinning, David Anderson et Geoff Williamson.